# 메트로폴리탄 오페라 고선명 라이브
메트로폴리탄 오페라 고선명 라이브(Metropolitan Opera Live in HD, The Met: Live in HD)는 위성을 통한 고선명 비디오로 찍은 오페라 라이브 공연 시리즈다. 뉴욕의 메트로폴리탄 오페라에서 녹화하며, 미국을 비롯한 전 세계의 영화관에서 상영한다. 첫 번째 상영작은 2006년 12월 30일에 공연한 모차르트의 《마술피리》 영어 요약본이었다.
위성을 통한 TV, 라디오 동시 방송(simulcast)를 위해, 메트로폴리탄 오페라는 National CineMedia의 부분인 NCM Fathon과 파트너쉽을 맺었다. 시리즈는 AMC Theatres, CInemark, Regal Entertainment Group, Goodrich, Kerasotes, Marcus, National Amusement와 같은 영화관에서 상영됐다. 또한 예술관(art centre)이나 대학 캠퍼스에서 상영되기도 했다. HD 라이브의 목적은 메트로폴리탄 오페라의 관객을 늘리는 동시에 지역 차원에서부터 예술에 대한 흥분을 모으는 것이었다.
오페라를 HD 라이브로 보여주자는 최초의 생각은 2006년 후반 메트로폴리탄의 단장이었던 피터 겔브(Peter Gelb)에게서 나왔다. 오페라 공연을 디지털 영화관에서 보여주는 생각은 라디오 방송, 아이팟 다운로드, 웹사이트를 통한 스트리밍 비디오, 타임스 스퀘어와 링컨 센터에서의 첫날 무료 상영 등을 통해 관객을 늘리려는 기존의 메트로폴리탄 측의 노력과 맥을 같이 한다. 또한 메트로폴리탄은 일부 뉴욕의 공립 학교에서 무료 고선명 방송을 하기도 한다.
TV, 라디오 동시 방송으로 인해 더 많은 사람들이 메트로폴리탄의 고품격 공연을 즐길 수 있게 됐다. 뉴욕에 가서 오페라를 직접 즐길 수 없는 오페라 팬들을 비롯, 좀더 쉽고 저렴한 방법으로 오페라를 즐기고자 하는 잠재적인 오페라 팬들 등이 메트로폴리탄 오페라 고선명 라이브를 즐기고 있다.
고선명 라이브는 첫 시즌부터 미국을 제외한 국가에서도 상영됐다. 첫 시즌에서는 영국 7개관, 일본 2개관, 노르웨이 1개관이 메트오페라를 상영했다. 이것이 어느 정도 성공을 거두자, 벨기에, 프랑스, 독일, 이탈리아, 스페인 등지의 영화관에서도 메트오페라 라이브를 상영했다.
2008년에는 더 많은 국가들이 참여했다. 메트오페라 측의 발표에 따르면, 호주, 오스트리아, 체코, 헝가리, 라트비아, 리투아니아, 룩셈부르크, 네덜란드, 뉴질랜드, 폴란드, 푸에르토리코 등이 추가로 메트오페라 라이브를 상영할 예정이다. 이를 통해 전 세계적으로 90만 명이 메트오페라를 즐길 수 있을 것으로 예상했다.
영국의 가디언(Guardian)지는 "사실 오페라는 어떻게든 전 세계의 관객을 모으려 노력 중이다. 난 12월부터 런던의 브릭스톤(Brixton)에 있는 릿치 극장(Ritzy cinema)에서 뉴욕 메트로폴리탄 오페라의 라이브 공연 방송을 볼 수 있었다."라며, 영국의 왕립 오페라에서도 이런 움직임이 있다고 보도했다.
현재는 2009~2010 시즌이 진행 중이며, 자코모 푸치니의 토스카를 시작으로, 주세페 베르디의 아이다, 푸치니의 투란도트, 자크 오펜바흐의 호프만의 이야기, 리하르트 슈트라우스의 장미의 기사, 조르주 비제의 카르멘, 베르디의 시몬 보카네그라, 오페라 햄릿을 상영한다. 조아키노 로시니의 아르미다가 마지막 상영작이다.
대한민국에서는 메가박스 코엑스점에서 메트오페라 라이브를 상영하고 있다.